# Saint-Mammès
Saint-Mammès és un municipi francès, situat al departament de Sena i Marne i a la regió de Illa de França. L'any 2007 tenia 3.192 habitants.
Forma part del cantó de Montereau-Fault-Yonne, del districte de Fontainebleau i de la Comunitat de comunes Moret Seine et Loing.

## Demografia

### Població
El 2007 la població de fet de Saint-Mammès era de 3.192 persones. Hi havia 1.276 famílies, de les quals 368 eren unipersonals (172 homes vivint sols i 196 dones vivint soles), 368 parelles sense fills, 432 parelles amb fills i 108 famílies monoparentals amb fills.
La població ha evolucionat segons el següent gràfic:
Habitants censats

### Habitatges
El 2007 hi havia 1.450 habitatges, 1.289 eren l'habitatge principal de la família, 71 eren segones residències i 90 estaven desocupats. 1.138 eren cases i 298 eren apartaments. Dels 1.289 habitatges principals, 948 estaven ocupats pels seus propietaris, 307 estaven llogats i ocupats pels llogaters i 34 estaven cedits a títol gratuït; 32 tenien una cambra, 124 en tenien dues, 286 en tenien tres, 390 en tenien quatre i 457 en tenien cinc o més. 845 habitatges disposaven pel capbaix d'una plaça de pàrquing. A 641 habitatges hi havia un automòbil i a 470 n'hi havia dos o més.

### Piràmide de població
La piràmide de població per edats i sexe el 2009 era:
| Homes | Edats   | Dones |
| ----- | ------- | ----- |
| 0     | 95 o +  | 0     |
| 4     | 90 a 94 | 8     |
| 16    | 85 a 89 | 21    |
| 12    | 80 a 84 | 40    |
| 76    | 75 a 79 | 68    |
| 72    | 70 a 74 | 84    |
| 78    | 65 a 69 | 85    |
| 62    | 60 a 64 | 52    |
| 87    | 55 a 59 | 66    |
| 105   | 50 a 54 | 106   |
| 124   | 45 a 49 | 114   |
| 94    | 40 a 44 | 110   |
| 104   | 35 a 39 | 94    |
| 131   | 30 a 34 | 133   |
| 113   | 25 a 29 | 103   |
| 114   | 20 a 24 | 70    |
| 68    | 15 a 19 | 85    |
| 89    | 10 a 14 | 97    |
| 68    | 5 a 9   | 129   |
| 116   | 0 a 4   | 70    |

## Economia
El 2007 la població en edat de treballar era de 2.043 persones, 1.578 eren actives i 465 eren inactives. De les 1.578 persones actives 1.464 estaven ocupades (772 homes i 692 dones) i 114 estaven aturades (57 homes i 57 dones). De les 465 persones inactives 149 estaven jubilades, 173 estaven estudiant i 143 estaven classificades com a «altres inactius».

### Ingressos
El 2009 a Saint-Mammès hi havia 1.296 unitats fiscals que integraven 3.143,5 persones, la mediana anual d'ingressos fiscals per persona era de 20.228 €.

### Activitats econòmiques
Dels 109 establiments que hi havia el 2007, 1 era d'una empresa extractiva, 1 d'una empresa alimentària, 1 d'una empresa de fabricació de material elèctric, 4 d'empreses de fabricació d'altres productes industrials, 13 d'empreses de construcció, 16 d'empreses de comerç i reparació d'automòbils, 27 d'empreses de transport, 12 d'empreses d'hostatgeria i restauració, 3 d'empreses d'informació i comunicació, 2 d'empreses financeres, 7 d'empreses immobiliàries, 7 d'empreses de serveis, 10 d'entitats de l'administració pública i 5 d'empreses classificades com a «altres activitats de serveis».
Dels 25 establiments de servei als particulars que hi havia el 2009, 1 era una oficina de correu, 1 taller de reparació d'automòbils i de material agrícola, 1 autoescola, 1 paleta, 1 guixaire pintor, 1 fusteria, 5 lampisteries, 2 electricistes, 2 perruqueries, 7 restaurants, 2 agències immobiliàries i 1 tintoreria.
Dels 6 establiments comercials que hi havia el 2009, 1 era una gran superfície de material de bricolatge, 1 una botiga de més de 120 m², 1 una botiga de menys de 120 m², 1 una fleca, 1 una peixateria i 1 una llibreria.

## Equipaments sanitaris i escolars
L'únic equipament sanitari que hi havia el 2009 era una farmàcia.
El 2009 hi havia 1 escola maternal i 2 escoles elementals. Saint-Mammès disposava d'un liceu tecnològic amb 97 alumnes.

## Poblacions més properes
El següent diagrama mostra les poblacions més properes.